# Pachrophylla stenopterata
Pachrophylla stenopterata är en fjärilsart som beskrevs av Paul Mabille 1885. Pachrophylla stenopterata ingår i släktet Pachrophylla och familjen mätare. Inga underarter finns listade i Catalogue of Life.